# 1951年の日本の女性史
本項目1951年の日本の女性史（1951ねんのにほんのじょせいし）では、1951年（昭和26年）の日本における女性に関するできごとを時系列的に挙げる。参考文献は日本の女性史年表を参照のこと。
本項目は歴史研究としての女性史ではなく、日本における女性に関するできごとをある体系に基づいて述べようとするものではない。

## 1～2月
- 1月4日 初の脚線美コンクール、銀座のキャバレー「美松」で。
- 1月10日 婦人民主クラブ・日本婦人有権者同盟・女子勤労連盟・中野平和婦人会・日本婦人平和懇談会・民主保育連盟・日本民主婦人協議会・全東京都生活協同組合婦人部・交通図書協会等婦人団体連名で、各国元首に平和請願書を発送。アメリカ大統領トルーマン・英国首相アトリー・ソ連スターリン・インド首相ネルー・国際連合事務総長リー　宛。請願内容は、第三次世界大戦阻止を・原子爆弾の使用に反対・世界平和のため最善の努力を、など。
- 1月10日 芦田均元首相、福知山市で講演「本来なら再軍備のためには憲法改正が望ましいがそのためには国民投票に…、しかし戦争の悲劇をまざまざと体験した多くの婦人たちの反対は明らかなことで、投票の結果はおそらく敗れるだろう、そうした予想から憲法改正はある時期まで待つことが必要で、…講和条約を受入れ国連支持のもとに軍備をもつことが必要である」（1月10日付け「朝日新聞」より）。 1月25日 婦人民主クラブ等6団体、これに対し抗議文。
- 1月15日 日本婦人有権者同盟、衆議院議員松谷天光光・園田直に対し、結婚問題で辞職勧告。
- 1月17日 日教組「子どもを戦場に送るな」運動開始。婦人部総会で婦人部が平和運動の中心にたつことを確認。
- 1月27日 関西主婦連、大阪最初の原爆展 、丸木位里・俊合作「原爆の図」公開。
- 1月30日 戸叶里子社会党衆議院議員、衆院本会議で吉田首相の施政方針演説に対して代表質問、平和問題・婦人と子供・生活改善問題など。田島ひで共産党衆議院議員も質問。これについて他党の男性議員、ラジオの国会討論会で「首相への質問演説に女など出してけしからん」と発言。
- 2月8日 平塚らいてう・ガントレット恒子・神代田野・野上弥生子・植村環の5婦人、ダレス特使に「講和に関する日本女性の希望条項」を手交。
- 2月8日 国際婦人デー第一回中央準備会、主要スローガンは戦争反対・全面講和、講和投票を工場・職場・地域婦人・主婦に呼びかけ東京だけで30万票集めることを目標、3月8日に日比谷小音楽堂で開催などを決める。
- 2月18日 帝國車輛工業主婦大会、労働強化反対・賃上げ要求などでストライキ中に開催。
- 2月26日 財団法人「婦人労働協会」発足。会長は全繊同盟婦人対策部長。婦人労働の研究・調査・出版等のほか、作業でけがをした婦人や"未亡人"の共同作業部、婦人労働会館設立などが目標。

## 3～5月
- 3月8日 警視庁、東京都条例により国際婦人デー中央大会の屋外での開催を禁止。婦人団体代表等約300名が国会に集合、各党代表に言論・集会の自由への抑圧について抗議。午後から衆院会館で各党代議士を囲み、婦人の諸要求と全面講和を訴える。
- 3月20日 日本生活協同組合連合会（生協）創立
- 4月1日 食糧配給公団解体、米屋復活。米値上げ・麦類自由販売
- 4月7日 日教組婦人部、産休補助教員獲得100万人署名始める。12月 達成。
- 4月10日 樋口一葉の肖像を描いた8円切手、「婦人の日」を記念して発売。
- 4月11日 婦人の日中央大会、総評加盟婦人部等主催、東京読売ホールで、1000人参加。大会宣言「…私達は過去の政治は盲目であり無謀な戦争に協力さえした愚を繰返してはならない義務と責任がある。…私達は、地球上から戦争の悪魔を葬る事を熱望している。二大国の対立する国際情勢や朝鮮問題が再び戦争の大きな不安を与えている時、今こそ平和愛好の日本婦人の意志を強く政治に訴える時である。…」（日本労働年鑑より）
- 4月14日 全国農協婦人団体連絡協議会（農婦協）結成
- 4月23日,4月30日 第2回地方統一選挙、婦人の立候補2003人、当選965人。
- 4月- 婦人週間「社会のために役立つ婦人になりましょう」
- 5月5日 児童憲章制定。厚生省、児童の人身売買5000と推定。
- 5月6日 衆議院公益委員会主催の聴聞会で5名の主婦代表、電気料金値上げに強く反対。大阪・高松等の聴聞会でも主婦が反対意見。
- 5月18日 日本民主婦人協議会（民婦協）機関誌『平和婦人しんぶん』、大橋法務総裁により全学連機関紙『祖国と学問のために』等とともに「アカハタの後継紙・類似紙」という理由付けで無期限発行停止処分に。
- 5月- 共産党全国婦人政策会議、労働婦人を中心とする婦人平和戦線の統一を決議。

## 6月
- 6月9日 児童福祉法一部改正。保育所は"保育に欠ける"児童を入所させることを明らかにし幼稚園との区別を明確化。
- 6月- 山川菊栄労働省婦人少年局長辞任。8月 新局長に藤田タキ。行政改革に伴い、婦人少年局、厚生省児童局と共に廃止の動き。
- 6月- 日本民主婦人協議会（民婦協）、「日本平和婦人のつどい結成運動の呼びかけ」として「平和のちかい」、「平和のしるべ」、「平和のつどい」を発表。

平和のちかい　全面講和条約の締結・朝鮮戦争の即時停止・原子爆弾や細菌等の兵器の製造禁止・日本の再軍備反対・5大国による平和協定締結を、など。
平和のしるべ　1人月1万以下の収入を無税に・失業者、未亡人、不具者は免税に・住居、託児所、道路、子供の遊び場の整備を・就労手帳取上げ反対・健康保険は今まで通りに使用可能に・日本米（にほんまい）の朝鮮送り反対、月に20日分の内地米の配給を・電気、 米、水道、ガス、交通料金の値上反対、物価の鎮静化政策の実施を・1人最低手取8,000円の賃金・遅配賃金の支払いを・予備隊志願に送りこむ失業をなくせ・主婦に内職の世話を・学校給食を国の費用で・米は引き合う値段で買上げ、強制供出反対、農家に飯米を確保、肥料農機具を安く…など生活問題への施策を訴え。また、子供に君が代を唄わせるな・先生の解雇反対、待遇改善…などの教育問題。更に、予算の戦争準備目的への流用を監視・軍事基地のための土地取あげ反対、平和と村を守ろう・夫や子供をやとい兵にさせるな・婦人を性奴隷にする日本の植民地化に反対・婦人の労働問題では協力して闘おう…など平和・政治・労働問題についても訴え。
平和のつどい　世界の平和運動と提携しよう・一人ひとりが集まって団体になることによって強力な平和運動にしよう・世界の平和運動と連携した平和のための署名運動をしよう・一人2円の基金あつめを…など平和運動への取り組みを提示。
朝鮮戦争の火の粉が振りかかるのを感じながら、国民の間に、再び戦争に巻き込まれるかも知れないという切迫した・生々しい恐れがあったことをうかがわせる内容である。
- 6月- 政令諮問委員会、労働基準法改正について生理休暇の廃止を検討。日経連も生理休暇廃止問題など中央労働審議会に提出。
- 6月- 主婦連、人工着色料オーラミンの使用禁止を要望。
- 6月- 関西主婦連、電気料金値上げ反対運動、陳情・街頭署名・牛車デモなど。

## 7～9月
- 7月4日 電力料金値上反対婦人大会、日本平和婦人協会・婦民クラブ・日本有権者同盟等10数団体共催、東交会館で。
- 7月7日 電力料金値上反対国民大会、各政党・全国問屋協会・労働組合・婦人団体等65団体約3,000名参加、築地本願寺で。
- 7月30日 全繊維産業労働組合、経済界や政令諮問委員会の生理休暇廃止の動きについて「解放された婦人労働者をまたもや…再び封建的な資本主義の搾取を再現しようとする企図…」（日本労働年鑑より）と抗議。
- 7月- アナタハン島で敗戦を知らずにいた"アナタハン島の女王"と日本人男性19人が帰国（アナタハンの女王事件）。
- 7月- 大阪府市町村議会の婦人議員ら、「婦人政治教育研究会」結成。
- 7月- 田中千代、国際ファッションショーにモダン着物3枚を出品、アトランティックシティ（Atlantic City）（アメリカ）で。
- 8月3日 「物価値上反対協議会」結成、主婦連・生協婦人部ら「家計にも平和を」声明。電力料金・米価値上反対運動が合流。
- 8月14日 全日本青年婦人会議結成記念平和大会、総評参加の労働組合青年婦人部・日本農民組合（日農）・日本平和婦人協会・青年文化集団の代表約1,000名出席。アピールと平和決議を行う。
- 8月15日 日本婦人平和協会・日本婦人有権者同盟・日本キリスト教婦人矯風会・大学婦人協会・YMCA有志等、「非武装平和日本を守るための共同声明」発表。
- 9月5日 「婦人少年局および児童局廃止反対協議会」結成。全日通・総同盟・全食品・国鉄・全繊同盟・総評などの労働組合関係婦人が中心、大学婦人協会・日本婦人有権者同盟・各政党婦人部代表も参加。平塚らいてう、神近市子等著名婦人25名も「婦人少年局存続拡充期成同盟」を結成、存続拡充についての要請書を関係各方面に手交。10月 存続が決まる。
- 9月7日 「婦人団体連合会（婦団連）」発足、東京都下婦人団体で。民間各種婦人団体に労働組合婦人部も合流。電気料値上げ反対運動等に取り組む。
- 9月7日 久里浜（神奈川県）特飲街設置反対運動おこる。 9月20日 武蔵野市でも。
- 9月8日 講和条約締結。第二次世界大戦におけるアメリカ合衆国をはじめとする連合国諸国と日本との間の戦争状態が終結し、日本、国際社会に復帰。単独講和。多くの婦人・孤児が残留する中国は条約から外され、これによって残留婦人・残留孤児への公式支援の道が閉ざされ、その結果、彼らの日本への帰国が遠のいた。
- 9月11日 「生理休暇取上反対懇談会」結成、全官公の農林・商工・特別調達庁・総理府統計局が中心、経済界や政令諮問委員会の生理休暇廃止の動きに対抗して。

## 10～12月
- 10月13日 喫茶店不二コロンバン（東京銀座）、女子従業員23名で労働組合結成。休憩室設置・超過勤務手当支給・作業衣支給・解雇者復帰を要求。社長は組合長・書記長・執行委員長の3名を解雇、続いて反対した12名も解雇。組合は地労委へ提訴、地域の諸団体に訴えるなど積極的に会社と闘い、12月12日 57日間に亘る争議に勝利、全員職場復帰。
- 10月24日 関西主婦連の代表、米の統制撤廃に反対し上京、農林大臣らに陳情。
- 10月- 朝日新聞に『ひととき』欄登場。
- 11月2日 「公娼復活反対協議会」結成、日本キリスト教婦人矯風会等80婦人団体。
- 11月30日 三鷹職安で、労務手帳取上げに反対し自労（全日本自由労働組合）女子委員らハンスト。
- 12月12日- 三越争議、女子店員もピケッティング。

老舗の三越百貨店（従業員の65%が女子）で、賃上げ要求を中心とする争議だったが組合幹部の解雇に端を発し、嫌味を言われるので生理休暇も取りにくい等、"家族的にという三越の伝統"の下での抑圧に対する不満が爆発、大争議となった。
12月12日,12月18日 東京3店でストライキ。新宿・銀座両店で、それまで店頭の花とみられた女子店員が果敢にピケに立ち、総評はじめ全百連（全日本百貨店労働組合連合会）などの応援もあり、歳末のデパート前に赤旗がひるがえった。会社（百貨店）は警官隊を導入。歳末の目抜き通りの白昼、多くの野次馬が見守る中、警官（両日で2,000人）はピケの女子店員たちを棍棒で突き足で蹴ってピケを破ろうとし、160名の重軽傷者を出した。
12月28日 東京地裁で「解雇は無効」の判決。翌1952年2月3日 会社側は処分を撤回。2月7日 都労委「会社の行為は不当労働行為」と命令書。
この争議は一応組合側の勝利に終わったが、人々に最も衝撃を与えたのは、初めてのストで紅潮した頬に涙を流してスクラムを組む女子店員の姿だったといわれる。
- 12月19日 「再軍備反対婦人委員会」結成、発起人平塚らいてう・市川房枝・上代たの。婦人有権者同盟・婦人平和協会・キリスト教婦人矯風会・婦人民主連盟等の会員有志、緑風会の高良とみを始め講和・安保両条約批准国会で反対投票した婦人国会議員、日教組・国鉄労組の有志などで組織。
- 12月 関西主婦連・大阪府教職員組合（大阪教組）など、戦争玩具追放運動。

## この年
- ビヤホールに婦人客が増える。
- 新興宗教教祖女性登録63名、文部省宗教課。
- 主婦連のプラカードがわりにしゃもじ登場、トレードマークとなる。
- ファッションモデル専業化
- 人身売買が激増。5月だけで売られた子は644人で、前年の3倍。厚生省の推定では、ここ1年間に約5000人、順位は山形・福島・奈良・大阪・兵庫・神奈川で、ほとんどが特飲店へ売られ、売られた女子の大部分は売春に従事した。
- 1950年度大学・高専学生身体検査の結果、男子体位は戦前の水準に回復、女子は突破（文部省調べ）。
- 少年刑法犯、戦後最高。少年少女家出激増